# Johnny Lewis (acteur)
Pour les articles homonymes, voir Johnny Lewis.
Johnny Lewis, de son vrai complet  Jonathan Kendrick Lewis, né le 29 octobre 1983 à Los Angeles, en Californie, aux (États-Unis), et mort le 26 septembre 2012 dans la même ville, est un acteur américain.

## Biographie

### Jeunesse
Johnny Lewis est né le 29 octobre 1983 à Los Angeles, en Californie, aux (États-Unis).

### Carrière
À l'âge de dix-sept ans, il fait ses débuts à la télévision dans la série télévisée Sept à la maison. Plus tard, Johnny Lewis gagne en maturité et obtient des rôles récurrents dans Boston Public et Mes plus belles années. En 2004, il décroche son premier rôle au cinéma grâce au film Trouve ta voix de Sean McNamara. Entre 2005 et 2006, il interprète le personnage de Dennis « Chili » Childress dans Newport Beach. Pendant cette même période, il fréquente également la chanteuse Katy Perry.
En 2008, après avoir tourné dans Aliens vs. Predator: Requiem et One Missed Call, il conquit le petit écran avec le rôle de Kip « Half-Sack » Epps dans Sons of Anarchy. Cette notoriété lui permet ensuite de jouer au côté de Kristen Stewart dans The Runaways puis avec Scott Glenn dans Magic Valley (en).

### Mort
Cependant, Johnny Lewis trouve la mort à Los Angeles le 26 septembre 2012. Son décès est lié à celui de l'octogénaire Catherine Davis. Cette femme, probablement agressée et assassinée par Lewis, louait un appartement au jeune homme. Selon certaines sources, il aurait massacré le chat de l'octogénaire avant de le démembrer. La police de Los Angeles, alertée par des voisins, découvre les deux corps.

## Filmographie

### Au cinéma
- 2004 : Trouve ta voix (Raise Your Voice) de Sean McNamara : Engelbert « Kiwi » Wilson
- 2005 : Pretty Persuasion de Marcos Siega : Warren Prescott
- 2005 : Underclassman (en) de Marcos Siega : Alexander Jeffries
- 2007 : Palo Alto, CA de Brad Leong : Nolan
- 2007 : Aliens vs. Predator: Requiem de Colin et Greg Strause : Ricky
- 2008 : One Missed Call d’Éric Valette : Brian Sousa
- 2008 : Felon de Ric Roman Waugh : Snowman
- 2010 : The Runaways de Floria Sigismondi : Scottie
- 2011 : Lovely Molly d’Eduardo Sánchez : Tim
- 2011 : Magic Valley de Jaffe Zinn : John
- 2012 : City of Gardens de Camilo Vila : Jorge

### À la télévision
Séries télévisées
- 2000 : Sept à la maison (7th Heaven), épisode « Drôle de fréquentation (Tunes) » (5-9) : Norton
- 2000 : Malcolm (Malcolm in the Middle), épisode « Thérapie (Therapy) » (2-8) : Martin, le cadet
- 2001 : Amy (Judging Amy), épisode « Collisions (Surprised by Gravity) » (3-9) : Desmond
- 2001 : Undressed, quatrième saison : Ray
- 2001 – 2002 : Saucisses party (The Sausage Factory), 13 épisodes : Gilby
- 2001 – 2003 : Boston Public, 4 épisodes : Bodhi / Bobby
- 2002 : Le Protecteur (The Guardian), « L'Espoir d'une mère (Mothers of the Disappeared) » (1-18) : Ted Popper
- 2002 : Oui, chérie ! (Yes, Dear), « Un deuxième bébé (Making Baby) » (2-24) : Ricky
- 2003 – 2004 : Mes plus belles années (American Dreams), 7 épisodes : Lenny
- 2004 : Drake et Josh (Drake & Josh), 4 épisodes : Scottie
- 2004 – 2005 : Les Quintuplés (Quintuplets), 22 épisodes : Pearce Chase
- 2005 : Smallville, épisode « Sacrifice (Hidden) » (5-3) : Gabriel Duncan
- 2005 – 2006 : Newport Beach (The O.C.), 9 épisodes : Dennis « Chili » Childress
- 2006 : Les Experts, épisode « Partis en fumée (Up in Smoke) » (6-16) : Tad Sidley
- 2007 : Bones, épisode « L'enfer est pavé de bonnes intentions (The Priest in the Churchyard) » (2-17) : Enzo Falcinella
- 2007 : Shark, épisode « La loi du plus riche (Student Body) » (2-5) : Michael Hackford
- 2008 : Cold Case : Affaires classées (Cold Case), épisode « Spider (Spiders) » (5-13) : Truitt « Spider » Leland
- 2008 – 2009 : Sons of Anarchy, 26 épisodes : Kip « Half-Sack » Epps
- 2009 : Esprits criminels (Criminal Minds), épisode « Dans la gueule du loup (Zoe's Reprise) » (4-15) : Eric Ryan Olson

Téléfilm
- 2002 : Saucisses party (The Sausage Factory) de George Verschoor (en) : Gilby